# Jumna (Schiff, 1929)
Die Jumna (II) war ein 1929 in Dienst gestelltes Passagierschiff der britischen Reederei Nourse Line, das im Passagier- und Frachtverkehr zwischen Großbritannien und Indien eingesetzt wurde. Am 25. Dezember 1940 wurde die Jumna nördlich der Azoren von dem Schweren Kreuzer Admiral Hipper versenkt. Von den 108 Passagieren und Besatzungsmitgliedern überlebte niemand. 

## Das Schiff
Das 6078 BRT große, aus Stahl gebaute Dampfschiff Jumna wurde bei Alexander Stephen and Sons im Glasgower Stadtteil Linthouse gebaut und lief am 24. Januar 1929 vom Stapel. Eigner war die 1861 von James Nourse in Greenock gegründete britische Reederei Nourse Line, die einen Passagier- und Frachtverkehr von Großbritannien nach Indien und zu den Westindischen Inseln unterhielt. Im April 1929 erfolgte die Fertigstellung und kurz darauf die Indienststellung. 
Die Jumna war Nachfolger eines 1867 in den Dienst gestelltes Segelschiffes gleichen Namens und das zweite Schiff der Nourse Line mit diesem Namen. Sie war das mittlere von drei Schwesterschiffen, der 1928 in Dienst gestellte Saugor (6303 BRT) und der 1930 in Dienst gestellten Ganges (6246 BRT). Die Jumna hatte einen Schornstein, drei Masten und einen Propeller und wurde von einer dreizylindrigen Dampfturbine angetrieben, die 612 nominale PS leistete und das Schiff auf 11 Knoten beschleunigen konnte.
Am 9. April 1940 wurde die Jumna für den Kriegsdienst eingezogen und unter Kontrolle der Liner Division gestellt.

## Versenkung
Am Mittwoch, dem 25. Dezember 1940 befand sich die Jumna mit 64 Besatzungsmitgliedern und 44 Passagieren an Bord unter dem Kommando von Kapitän Norman Robert Burgess auf einer Fahrt von Liverpool nach Kalkutta via Freetown. In Liverpool hatte sie als Teil des Konvois OB 260 abgelegt und hatte den Konvoikommodore, Rear Admiral Henry Bradford Maltby (54), an Bord. Inzwischen fuhr sie aber allein. 
Nördlich der Azoren wurde sie schließlich von der Admiral Hipper gesichtet, die sich unter dem Kommando von Kapitän zur See Wilhelm Meisel befand. Der Schwere Kreuzer versenkte das Passagierschiff auf der Position 44 51N, 27 45W mit Geschützfeuer. Keiner der 108 Menschen an Bord überlebte den Angriff.